# Захарченко, Иван Иванович
Иван Иванович Захарченко — передовик сельскохозяйственного производства, лауреат Государственной премии СССР (1982).
Родился 27.07.1939 в с. Боровица Чигиринского района Черкасской области.
Окончил школу садоводов при Млиевской опытной станции садоводства (1959) и Городищенский сельскохозяйственный техникум (1966).
С 1959 г. бригадир садоводческой бригады колхоза «Дружба» Чигиринского района (закреплённая площадь 300 га). Член КПСС с 1961 г.
Его бригада X пятилетку выполнила за 4 года, средняя урожайность составила 220 ц/га. В XI пятилетке получил в среднем с каждого га насаждений по 212 ц. плодов.
Лауреат Государственной премии СССР (1982). Награждён орденами Ленина, Октябрьской революции и медалями.
Сочинения:
- Захарченко И., Приходько В., Затула И. Начало интенсификации садоводства в колхозе «Дружба». [Чигирин. р — н Черкас . обл .) — Садоводство , 1974 , No 12 с), с. 4 — 5 .